# Rhipidia variicosta
Rhipidia variicosta là một loài ruồi trong họ Limoniidae, loài này được Alexander miêu tả khoa học lần đầu tiên năm 1934. Chúng phân bố ở vùng Tân nhiệt đới.